# Максимилиан Кайетан фон Тьоринг-Зеефелд
Максимилиан Йозеф Кайетан фон Тьоринг-Зеефелд (на немски: Maximilian Joseph Cajetan von Törring-Seefeld; * 9 август 1670; † 28 юни 1752) е граф на Тьоринг и Зеефелд в Горна Бавария.

## Биография
Той е син на граф Максимилиан Фердинанд фон Тьоринг-Зеефелд (1632 – 1683) и съпругата му Мария Анна Катерина ди Сан Мартино (1651 – 1729), дъщеря на Октаве ди Сан Мартино, маркиз ди Сан Германо и Луиза Кристина Дамас де Кастелане. Брат е на Филип Йозеф фон Тьоринг-Зеефелд (* 12 май 1680; † 26 октомври 1735).
Баща му е убит през 1683 г. при Втората обсада на Виена от турците. Майка му се омъжва втори път на 1 юли 1685 г. в Св. Петър в Мюнхен за граф Паул Фугер фон Кирхберг-Вайсенхорн (1637 – 1701).
Максимилиан Кайетан фон Тьоринг-Зеефелд умира на 81 години на 28 юни 1752 г.

## Фамилия
Максимилиан Кайетан се жени на 22 март 1692 г. в „Св. Петър“ в Мюнхен за маркиза Мария Аделхайд Фелицитас Анджелели-Нери ди Каноса (* 31 март 1674; † 15 февруари 1737, Мюнхен), дъщеря на Галеацо Анджелели-Нери, маркиз ди Каноса и фрайин Доротея Вилхелмина фон Метерних-Винебур. Те имат децата:
- Емануел Йозеф фон Тьоринг-Зеефелд (* 1693; † 12 април 1701)
- Мария Виоланта Йозефа фон Тьоринг-Зеефелд (* 2/20 ноември 1695; † 1783), омъжена за Максимилиан Йозеф Пиозаск де Нон
- Мария Шарлота Фелицитас фон Тьоринг-Зеефелд (* 30 януари 1697; † 2/12 август 1762), омъжена на 1 юли 1714 г. за граф Максимилиан Франц фон Татенбах-Райнщайн (* 8 април 1687; † 16 март 1762)
- Фердинанд Бено фон Тьоринг-Зеефелд (* 14 юни 1698; † 2 август 1722)
- Клеменс Гауденц Теодор Феликс Йозеф фон Тьоринг-Зеефелд (* 13 август 1699, Мюнхен; † 10 март 1766, Мюнхен), женен на 20 юли 1722 г. за Мария Лукреция Терезия Анджелели-Малвези (* 4 май 1702, Болоня; † 30 септември 1755, Мюнхен)
- Евстахиус фон Тьоринг-Зеефелд (1700 – 1700)
- Терезия Аделхайд фон Тьоринг-Зеефелд (* 20 януари 1702, Мюнхен; † юни 1761), омъжена за фрайхер Ернст Фридрих фон Прайзинг-Лихтенег († 1759, Унгария)
- Емануел Евстах фон Тьоринг-Зеефелд (1703 – 1703)
- Мехтилдис Барбара фон Тьоринг-Зеефелд (1704 – 1705)